# Эль-Хубар
Эль-Хубар (араб. الخبر‎) — город в Саудовской Аравии на берегу Персидского залива. Население — 941 358 человек (2012). Вместе с городами Даммам и Дахран входит в состав столичного округа Даммам. Эль-Хубар — важнейший центр нефтяной промышленности, крупнейший нефтеналивной порт, в котором расположено множество нефтеперерабатывающих предприятий.
Из Эль-Хубара проложен Мост короля Фахда — комплекс из мостов и плотин общей длиной около 26 километров, ведущий через Персидский залив, через острова Джидда и остров Умм-ан-Насан в соседний Бахрейн.